# Melanichneumon
Melanichneumon är ett släkte av steklar som beskrevs av Thomson 1893. Melanichneumon ingår i familjen brokparasitsteklar.

## Dottertaxa tillMelanichneumon, i alfabetisk ordning[1][2]
- Melanichneumon absconditus
- Melanichneumon albipictus
- Melanichneumon blandulus
- Melanichneumon complicatus
- Melanichneumon coreanus
- Melanichneumon designatorius
- Melanichneumon dilucidus
- Melanichneumon disparilis
- Melanichneumon dreisbachi
- Melanichneumon flavicarina
- Melanichneumon foxleei
- Melanichneumon glaucatoriops
- Melanichneumon gymnogonus
- Melanichneumon harlingi
- Melanichneumon heiligbrodtii
- Melanichneumon hiugensis
- Melanichneumon honestus
- Melanichneumon indecoratus
- Melanichneumon intermedius
- Melanichneumon iowae
- Melanichneumon leucocheilus
- Melanichneumon leviculops
- Melanichneumon leviculus
- Melanichneumon limbifrons
- Melanichneumon lissorufus
- Melanichneumon margaritae
- Melanichneumon marginalis
- Melanichneumon melanarius
- Melanichneumon mystificans
- Melanichneumon neoleviculops
- Melanichneumon pluto
- Melanichneumon semicastaneus
- Melanichneumon spectabilis
- Melanichneumon townesi
- Melanichneumon tyrolensis
- Melanichneumon wadai
- Melanichneumon virulentus
- Melanichneumon vultus
- Melanichneumon xanthogrammus